# NGC 2982
NGC 2982 (другие обозначения — OCL 770, ESO 262-SC1) — рассеянное скопление в созвездии Парусов. Открыто Джеймсом Данлопом в 1886 году (Dunlop #468). Джон Гершель описывал объект как скопление из примерно 20 звезд, образующих вытянутую вдоль небесной параллели форму. Объект находится на расстоянии около 8000 световых лет от Млечного пути и имеет длину около 30 световых лет. Гершель допустил ошибку в 10 минут дуги при записи координат скопления.
Этот объект входит в число перечисленных в оригинальной редакции «Нового общего каталога».